# Tibor Nyilas
Tibor Andrew Nyilas (Budapest, 3 giugno 1914 – Bayside, 19 maggio 1986) è stato uno schermidore statunitense.

## Biografia
Ha partecipato ai Giochi della XIV Olimpiade di Londra nel 1948, ai Giochi della XV Olimpiade di Helsinki nel 1952, ai Giochi della XVI Olimpiade di Melbourne nel 1956 ed ai Giochi della XVII Olimpiade di Roma nel 1960.

## Palmarès
In carriera ha conseguito i seguenti risultati:
- Giochi Olimpici:

Londra 1948: bronzo nella sciabola a squadre.
- Giochi Panamericani:

Buenos Aires 1951: oro nella sciabola individuale ed a squadre ed oro nel fioretto a squadre.
Città del Messico 1955: oro nella sciabola a squadre.
Chicago 1959: oro nella sciabola a squadre.